# Andreas Laun
Mons. Andreas Laun OSFS (13. října 1942 Vídeň – 31. prosince 2024 Oberalm) byl rakouský římskokatolický kněz, morální teolog a pomocný biskup salcburské arcidiecéze.

## Život
Narodil se 13. října 1942 ve Vídni. Roku 1960 Gymnasium Borromäum v Salcburku úspěšně odmaturoval. O dva roky později na Salcburské univerzitě začal studovat filosofii. Ve stejný rok vstoupil k Oblátům sv. Františka Saleského a noviciát probíhal v Eichstättu. Na Katolische Universität Eichstätt-Ingolstadt studoval teologii a na Freiburské univerzitě mimo teologie i francouzštinu. Dne 17. září 1966 složil své věčné sliby. Dne 29. června 1967 byl vysvěcen na kněze. V následujících letech byl vychovatelem v Ried im Innkreis a Ingolstadtu. Poté byl kaplanem v Döblingu a farním moderátorem. O rok později se stal odborným asistentem morální teologie na Vídeňské univerzitě.
Roku 1976 založil „Initiative Pflegefamilien“ (Iniciativa pěstounských rodin), která byla později přeměna na klub se současným názvem „Eltern für Kinder“ (Rodiče pro děti). Zaměřuje se na poradenství a školení pro náhradní rodiny jako pěstounské nebo adoptivní rodiny.
Roku 1981 habilitoval na Vídeňské univerzitě z morální teologie. Byl profesorem morální teologie na Philosophisch-Theologischen Hochschule Heiligenkreuz a na Philosophisch-Theologischen Hochschule Benediktbeuern. Roku 1985 se stal rektorem v Eichstättu. Poté sloužil jako generální sekretář Vídeňské katolické akademie a duchovní asistent Katolické rodinné práce.
Dne 25. ledna 1995 byl papežem Janem Pavlem II. ustanoven pomocným biskupem Salcburku a titulárním biskupem z Libertiny. Biskupské svěcení přijal 25. března 1995 z rukou arcibiskupa Geoa Edera a spolusvětiteli byli biskup Jakob Mayr a biskup Josef Koukl.
Byl členem Evropské společnosti pro teologii a sociální etiku.
Ve svých knihách a teologických pracích se soustředil na bioetické otázky a sexuální morálku. Matice cyrilometodějská vydala český překlad tří jeho knih: Reforma, nebo nové štěpení? (analýza a kritika hnutí My jsme církev), Láska a partnerství z pohledu katolické církve a Homosexualita z katolického pohledu.
Pravidelně se účastnil četných pro-life akcí, mimo jiné se dvakrát zúčastnil pražského Pochodu pro život. Human Life International mu v roce 2007 udělila cenu kardinála Galena.
Podle Andrease Launa se homosexualita dá vyléčit, ale není to pravidlem.